# Medalla por la Liberación de Zangilán
Medalla por la Liberación de Zangilán (en azerí: "Zəngilanın azad olunmasına görə" medalı) es una medalla de Azerbaiyán. La medalla se creó con motivo de la victoria de Azerbaiyán en la segunda guerra del Alto Karabaj.

## Historia
El 11 de noviembre de 2020, el presidente de la República de Azerbaiyán, Ilham Aliyev, en una reunión con militares heridos que participaron en la segunda guerra del Alto Karabaj, dijo que se establecerían nuevas órdenes y medallas en Azerbaiyán, y que dio las instrucciones apropiadas sobre la adjudicación de civiles y militares que demostraron “heroísmo en el campo de batalla y en la retaguardia y se distinguieron en esta guerra”. También propuso los nombres de estas órdenes y medallas. El 20 de noviembre de 2020, en la sesión plenaria de la Asamblea Nacional de la República de Azerbaiyán, se sometió a debate un proyecto de ley sobre enmiendas al proyecto de ley "Sobre el establecimiento de órdenes y medallas de la República de Azerbaiyán".
La Medalla Por la liberación de Zangilán se estableció el mismo día en primera lectura de conformidad con el proyecto de ley "Sobre el establecimiento de órdenes y medallas de la República de Azerbaiyán" con motivo de la victoria de Azerbaiyán en la segunda guerra del Alto Karabaj.

## Estatus
La Medalla Por la liberación de Zangilán fue otorgada a los militares de las Fuerzas Armadas de la República de Azerbaiyán, que participaron en las operaciones de combate por la liberación de Zangilán. 560 militares de las Fuerzas Armadas de Azerbaiyán recibieron la medalla.
Según el proyecto de ley "Sobre el establecimiento de órdenes y medallas de la República de Azerbaiyán", la de mayor rango es la medalla es la Medalla por la Liberación de Fuzuli y la de menor es la Medalla por la Liberación de Qubadli.
La Medalla Por la liberación de Zangilán se lleva en el lado izquierdo del pecho y, si hay otras órdenes y medallas de Azerbaiyán, se adjunta a ellas, pero después de la Medalla por la Liberación de Fuzuli.